# 190026 Iskorosten
190026 Iskorosten este un asteroid din centura principală de asteroizi.

## Descriere
190026 Iskorosten este un asteroid din centura principală de asteroizi. A fost descoperit pe 16 august 2004 la observatorul astronomic din Andrușivka. Asteroidul prezintă o orbită caracterizată de o semiaxă mare de 2,64 ua, o excentricitate de 0,27 și o înclinație de 12,3° în raport cu ecliptica.